# رافائل آلونسو
رافائل آلونسو (انگلیسی: Rafael Alonso; ۵ ژوئیهٔ ۱۹۲۰ – ۲۴ اوت ۱۹۹۸) هنرپیشه اهل اسپانیا بود.
از فیلم‌ها یا برنامه‌های تلویزیونی که وی در آن نقش داشته‌است می‌توان به کندو، پدربزرگ، کمدین‌ها، مردی که می‌خواست خود را بکشد و رقص اشاره کرد.